# The Brain. Genialny umysł
El cerebro. Una mente brillante (The Brain. Genialny umysł) es un programa de la televisión polaca, emitido desde el 7 de marzo de 2017 en la canal de televisión Polsat, conducido por Jerzy Mielewski. En cada episodio, cinco participantes presentan posibilidades superiores a la media de su mente. Las actuaciones son juzgadas por el jurado compuesto por: Remigiusz "ReZigiusz" Wierzgoń, Cezary Żak, Anita Sokołowska y experto - Dr. Mateusz Gola (en la primera serie en lugar de Remigiusz Wierzgonia, el lugar del jurado fue ocupado por Mariusz Pudzianowski). Después de ver a los cinco competidores, el jurado elige a tres jugadores que tendrán la oportunidad de ganar. El ganador final es decidido por la audiencia en el estudio. El premio principal en el programa es de 30 000 zł (PLN Zloty Polaco) alrededor de 7.975,50 USD dólares americanos.
Agnieszka Sienkiewicz prepara los materiales para conversar con los participantes y sus familiares.
Además de Polonia, las versiones locales del programa también tienen: Alemania (serie original), Brasil, China, Francia, España, Rusia, Estados Unidos e Italia.

## Participantes - Temporada 1.
| Lugar | Nombre   | Habilidad                                                                 |
| ----- | -------- | ------------------------------------------------------------------------- |
| 1     | Grzegorz | Conocimiento del transporte público de Varsovia                           |
| 2     | Martyna  | Suma y resta rápida mientras recita un poema.                             |
| 3     | Marcin   | Memoriza los nombres y números de teléfono e intereses de muchas mujeres. |
| 4     | Nadia    | Superando el laberinto láser con los ojos vendados.                       |
| 4     | Tomasz   | Reconoce la danza solo después de los pasos de bailarines.                |

| Lugar | Nombre    | Habilidad                                                                     |
| ----- | --------- | ----------------------------------------------------------------------------- |
| 1     | Anna      | Reconoce piezas musicales tras los movimientos del violinista.                |
| 2     | Jędrzej   | Adivina el día de la semana de cualquier fecha.                               |
| 3     | Emilia    | Reconoce el torso masculino, después de haberlo tocado.                       |
| 4     | Krzysztof | Memorizando cifrados de las cajas fuertes                                     |
| 4     | Anna      | Memoriza el camino en un laberinto y dirigiendo a ciegas a otro hombre en él. |

| Lugar | Nombre    | Habilidad                                                    |
| ----- | --------- | ------------------------------------------------------------ |
| 1     | Krzysztof | Habla y canta al revés.                                      |
| 2     | Szymon    | Reconoce los sonidos de las aves.                            |
| 3     | Bartosz   | Resuelve crucigramas memorizando las consignas.              |
| 4     | Piotr     | Memoriza una ruta colgado de una barra con los ojos vendados |
| 4     | Marta     | Memoriza el orden de 100 personas                            |